# Karawa
Pour les articles homonymes, voir Karawa (langue).
Karawa est une localité et un secteur du territoire de Businga, dans le district du Nord-Ubangi dans la province de l’Équateur en République démocratique du Congo. Elle est située entre Gemena et Businga, sur la RN 24, dans l’Ouest du territoire de Businga.
On y trouve l’hôpital général de Karawa desservant la zone de santé de Karawa.